# Обуховка (Днепропетровская область)
Обуховка (укр. Обухівка, образован 20 октября 1938 года из сёл Обуховка и Сугаковка, как посёлок Кировское, укр. Кіровське, центр Кировского поселкового совета), после переименования 19 мая 2016 года это посёлок, Обуховский поселковый совет, Днепровский район, Днепропетровская область, Украина.
Является административным центром Обуховского поселкового совета, в который, кроме того, входит село Горяновское.

## Географическое положение
Посёлок городского типа Обуховка находится на левом берегу реки Днепр в месте впадения в неё реки Орель, выше по течению реки Орель на расстоянии в 2 км расположено село Партизанское, ниже по течению реки Днепр на расстоянии в 2 км и на противоположном берегу расположен город Днепр. Между Обуховским лесом и рекой Днепр расположен бывший посёлок Сугаковка (укр. Сугаківка) с одноимённой пристанью, ныне входящий в состав Обуховки.

## История
«Официальная история не указывает времени возникновения поселка Обуховка. „История городов и сёл УССР“ (1969 и 1977 гг. издания) сообщает лаконично: „населённый пункт основан во второй половине XVIII века“. Недостаток документальной информации всегда порождает слухи и предания. Неофициальная история, бытующие среди местных жителей поверья, относят корни Обуховки ещё к середине XVII века. В местной прессе приводятся сведения, что первые упоминания о хуторе казака Обуха датируются 1648 годом. Легенда гласит, что во время перипетий Хмельниччины запорожские казаки успешно преодолевали степные пространства и встали лагерем на хуторе казака Обуха. Его владений они не тронули. В знак уважения. А другое имение — польского пана Яловского — разрушили.
Земли нынешней Обуховки в запорожское время принадлежали к Орельской, а затем и Протовчанской паланкам. Более подробных сведений о раннем периоде истории посёлка мы не находим.
С образованием Екатеринославской губернии Обуховка оказалась в её Новомосковском уезде.
Официально посёлок образован указом ПВС УССР от 22.10.1938 г. путем объединения сел Обуховка и Сугаковка в один населённый пункт с отнесением его к разряду поселков городского типа и с присвоением наименования Кировский.
В 1964 в связи со строительством Днепродзержинской (Среднеднепровской) ГЭС для р. Орель было проложено новое русло, на 70 км ниже по течению от старого. Благодаря этому рядом с посёлком образовалась новая пригородная рекреационная зона с базами и домами отдыха, дачными посёлками и просто чистыми песчаными пляжами. Новое русло способствовало развитию судоходства и в летний период многочисленные катера отправлялись от речного вокзала в Днепропетровске в направлении обуховских плавней.
В послевоенный период Кировское стало посёлком городского типа и активно развивалось. Здесь размещалась центральная усадьба крупной Днепропетровской птицефабрики, однако большая часть населения города работала на предприятиях Днепропетровска.
В конце 1960-х гг. территории к юго-западу от Обуховки, от нового русла р. Орель до Днепра, и несколько днепровских островов были взяты под охрану в статусе заказника (в 1990 году на его основе был образован Днепровско-Орельский природный заповедник площадью 3766 гектаров. Это обширная низменность: заплавные леса, дубравы и луга, участки аборигенной растительности — ковыль, сон-трава, тюльпан, шелюга, черноклен. На этой территории растет 9 растений, занесенных в Красную книгу Украины, и 50 редких для Днепропетровщины. Здесь водится 31 вид млекопитающих — лоси, косули, олени, дикие кабаны, зайцы, встречаются ондатра, енотовидная собака, бобер, куница, горностай, барсук. Птиц — 149 видов, рыб — более 30 видов»).
В 1974 году на базе второго отделения птицефабрики был создан совхоз «Кировский».
За вторую половину XX века в посёлке появились дом культуры, библиотека, амбулатория, отделение связи, АТС, сберкасса, более 1200 новых жилых домов.
В январе 1989 года численность населения составляла 8100 человек.
В июле 1995 года Кабинет министров Украины утвердил решение о приватизации находившейся здесь птицефабрики.
По состоянию на 1 января 2013 года численность населения составляла 9290 человек.
19 мая 2016 года Верховная Рада Украины приняла «Постановление о переименовании отдельных населённых пунктов и районов» № 1377-VIII, согласно которому посёлок Кировское получил свое историческое название — Обуховка.

## Образование и культура
В поселке расположено 3 школы.
На базе средней школы, в феврале 2015 года, организованно скаутское движение, Днепропетровского отделения Национальной Организации Скаутов Украины. По состоянию на май 2021 года, численность скаутов в пгт. Кировское составляет 45 человек.
В 2017 году в Обуховке была создана гражданская организация "Детский туристический клуб «ГАВ», который объединил более 100 активных граждан посёлка. В 2018 году в Обуховке был создан «Молодежный центр А.Т.О.М.», центр является площадкой  для встреч активной молодежи посёлка.

## Транспорт
В 20 км от посёлка находится железнодорожная станция Нижнеднепровск (линия Днепр — Синельниково).
На левом берегу Днепра в советское время находилась речная пристань, но в 1990-е годы интенсивность судоходства значительно упала. До августа 2018 года в летний период из Речного порта в Орельский лес ходил катер.
По посёлку проходят автомобильные дороги Т-0404 и Р-52.
Автобус № 241 (бывший 122б), с Автовокзала (ул. Курчатова, 10) (время поездки составляет 40—60 мин.), автобус № 240 (бывший 122) с пл. Старомостовой.

## Галерея
- Средняя общеобразовательная школа № 1
- Храм в честь Воздвижения Честного и Животворящего Креста Господня
- Храм Святых мучениц Веры, Надежды, Любови и Матери их Софии
- Арт-объект "Я люблю Обуховку"
- Военный мемориал погибшим землякам в годы Великой Отечественной войны 1941-1945 г.г.
- Монумент воинам-освобоителям, форсировавшим Днепр в октябре 1943 г.
- Бюст В. П. Каруна на территории средней школы № 2
- Главный вход в Центральный парк
- Курган Гетманский